# Metropolitano de Tabriz
O Metrô de Tabriz é um sistema de metropolitano que serve a cidade iraniana de Tabriz.